# Prodiaphania vittata
Prodiaphania vittata là một loài ruồi trong họ Tachinidae.